# Rustenfelde

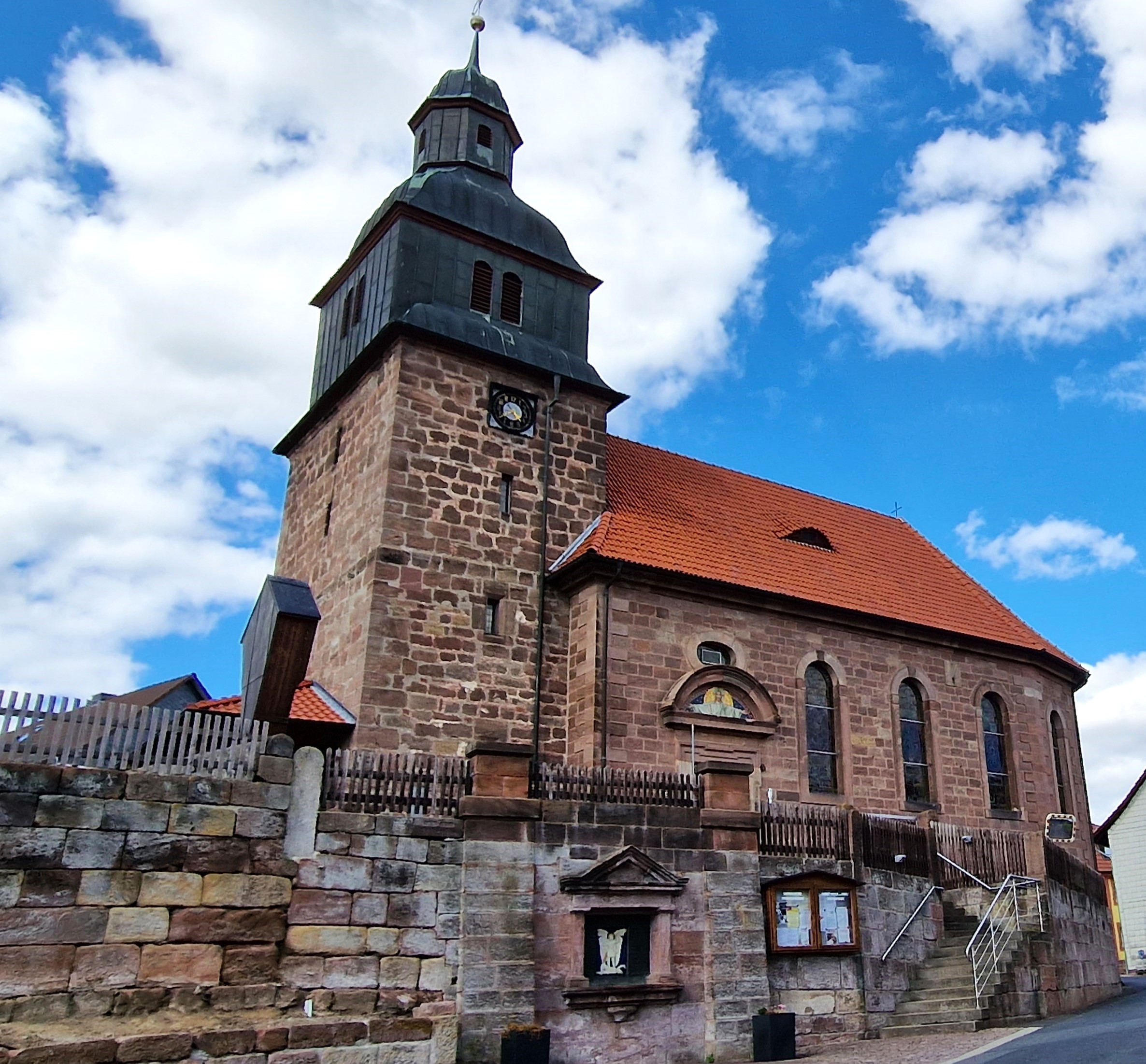
Kirche St. Petrus und Paulus

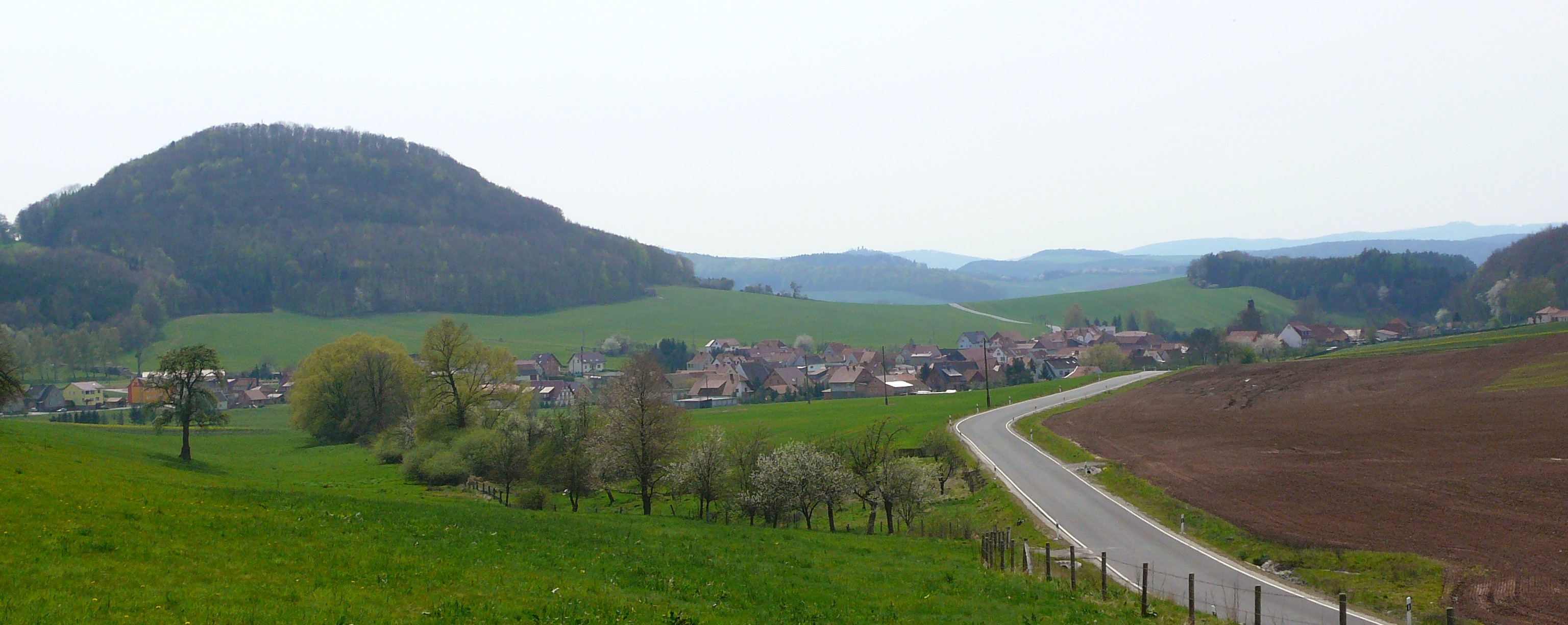
Rustenfelde mt dem Rusteberg

Rustenfelde ist eine Gemeinde in der Verwaltungsgemeinschaft Hanstein-Rusteberg im thüringischen Landkreis Eichsfeld.

## Geographie
Rustenfelde liegt am Rustebach östlich des Rohrberges. Nördlich von Rustenfelde führt die Autobahn A 38 von Leipzig nach Göttingen. Die Anschlussstelle Arenshausen ist leicht erreichbar.
Geologie
Gesteine des Buntsandsteins bilden den oberflächennahen geologischen Untergrund im Gebiet von Rusteberg.

## Geschichte

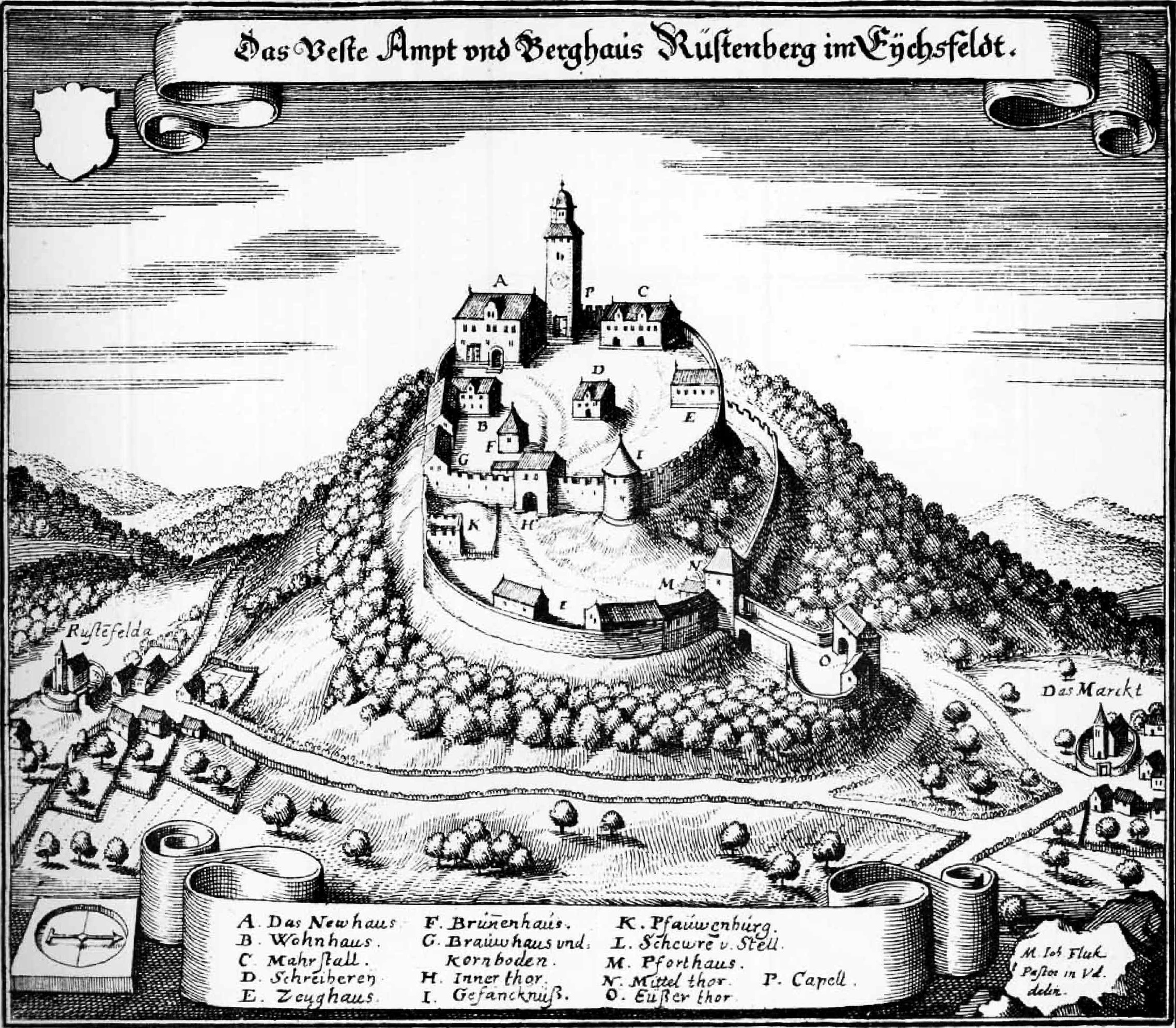
Burg Rusteberg auf einem Stich von Merian 1646

Der Ort entstand am Fuß der bereits 1123 urkundlich erwähnten mainzischen Burgruine Rusteberg und gehörte bis zur Säkularisation 1802 zu Kurmainz. 1743 wurde durch die Brüder Wilhelm und Lorenz Osburg ein Hospital für Arme in Rustenfelde gegründet. 1802 bis 1807 wurde der Ort preußisch und kam dann zum Königreich Westphalen. Von 1815 bis 1945 war er Teil der preußischen Provinz Sachsen.
Durch US-amerikanische Tieffliegerangriffe mit Bomben und Beschuss im April 1945 entstanden in der Endphase des Zweiten Weltkrieges erhebliche Schäden an Wohnhäusern und Nebengebäuden. Anfang Juli 1945 kam der Ort zur sowjetischen Besatzungszone und war ab 1949 Teil der DDR. Von 1961 bis zur Wende und Wiedervereinigung 1989/1990 wurde Rustenfelde von der Sperrung der nahen innerdeutschen Grenze beeinträchtigt. Seit 1990 gehört der Ort zum wieder gegründeten Bundesland Thüringen.
Die nordöstlich gelegene Abendtalbrücke entstand 2010. Am 17. August 2015 überflutete ein verheerendes Unwetter mehr als die halbe Ortslage. Mehrere Häuser wurden unbewohnbar, ein Feuerwehrmann starb bei Rettungsarbeiten.

### Einwohnerentwicklung

Einwohnerentwicklung von Rustenfelde von 1933 bis 2018

Entwicklung der Einwohnerzahl (31. Dezember):
| - 1933: 503 - 1939: 500 - 1945: 650 - 1946: 675 - 1950: 636 - 1961: 584 - 1970: 565 - 1984: 497 | - 1994: 512 - 1995: 509 - 1996: 507 - 1997: 501 - 1998: 502 - 1999: 502 - 2000: 493 - 2001: 489 | - 2002: 504 - 2003: 504 - 2004: 498 - 2005: 503 - 2006: 502 - 2007: 506 - 2008: 510 - 2009: 513 | - 2010: 501 - 2011: 504 - 2012: 504 - 2013: 498 - 2014: 483 - 2015: 482 - 2016: 483 - 2017: 494 | - 2018: 504 - 2019: 505 - 2020: 512 - 2021: 518 - 2022: 519 |

Datenquelle ab 1994 Thüringer Landesamt für Statistik

## Politik

### Gemeinderat
Der Gemeinderat von Rustenfelde setzt sich aus acht Gemeinderatsmitgliedern zusammen.
- CDU: 5 Sitze
- Wahlvorschlag FFw Rustenfelde: 1 Sitz
- Wahlvorschlag TSV 09 e. V.: 2 Sitze

(Stand: Kommunalwahl am 7. Juni 2009)
Kommunalwahl 2014:
- CDU: 5
- TSV: 1
- Feuerwehrverein: 1
- Waldgenossenschaft: 1[6]

### Bürgermeister
Der ehrenamtliche Bürgermeister Ulrich Hesse (CDU) wurde am 6. Juni 2010 wiedergewählt.

### Wappen
Blasonierung: „In Gold ein oben kreuzbesteckter, bis ins Schildhaupt reichender, grüner Berg, darin über silbernem Wellenbalken ein linksschräges, gestürztes, goldenes Schwert, gekreuzt mit einem goldenen Schlüssel mit Vierringreite.“
Wappenerklärung: Der grüne Berg, der einen Großteil des Wappens ausfüllt, deutet auf den Rusteberg hin, während das auf dem symbolischen Berg mittig platzierte Kreuz auf die lediglich noch als Ruine erhaltene Burg verweist. Die beiden Schutzheiligen der Dorfkirche, Petrus und Paulus, finden durch den Schlüssel und das Schwert ihre Entsprechung, während der Wellenbalken im Schildfuß auf den Rustebach hindeutet.

## Sehenswürdigkeiten

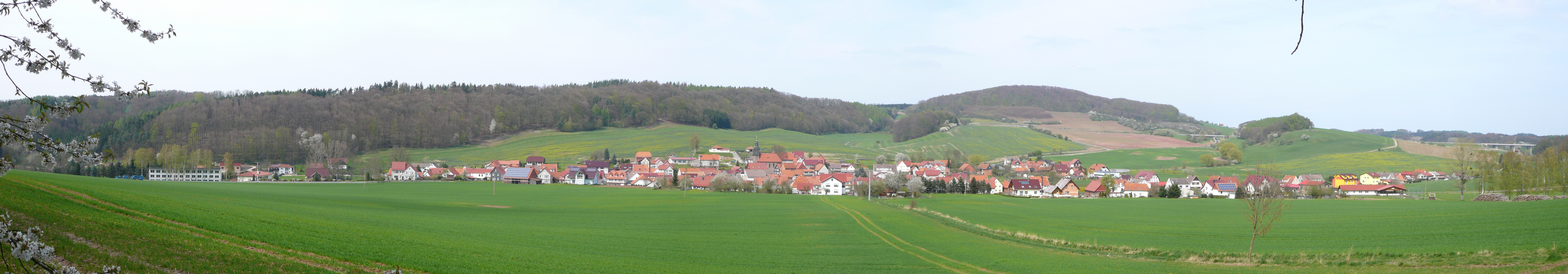
Blick vom Rusteberg auf Rustenfelde und den Rohrberg

- Pfarrkirche St. Petrus und Paulus
- Burgruine Rusteberg
- Käsestein bei der Abendtalmühle